# Línea 297 (Buenos Aires)
La Línea 297 es una línea de colectivos del Área Metropolitana de Buenos Aires. Une Merlo con 20 de Junio.
La línea es operada por la Transportes Unidos de Merlo S.A.C.I.I.

## Recorrido
Esta línea cuenta un único ramal conectando la Estación Merlo con la Estación 20 de Junio.

### Ramal A - Estación Merlo - Estación 20 de Junio (x Pontevedra)
Estación Merlo - Estación 20 de Junio: De Estación Merlo - por Moreno - Juncal - Av. Perón - Av. del Libertador Gral. San Martín - Maipú - Avellaneda - Av. Argentina - Perú - Av. del Libertador Gral. San Martín - V. Vergara - Eva Perón - Estación Libertad - Cementerio Nuevo - Otero - Av. de la Unión - Pola - (La Matanza) - Casacuberta - C. Torres - Cosquín - Av. Castex - Paso de los Libres - Casacuberta - hasta Estación 20 de Junio. 
Regreso por similar recorrido.